# 马德普拉塔
38°0′S 57°33′W / 38.000°S 57.550°W
马德普拉塔（西班牙語：Mar del Plata）是位于阿根廷布宜诺斯艾利斯省大西洋沿岸的一座港口城市，人口541,733（2001年）。

## Links

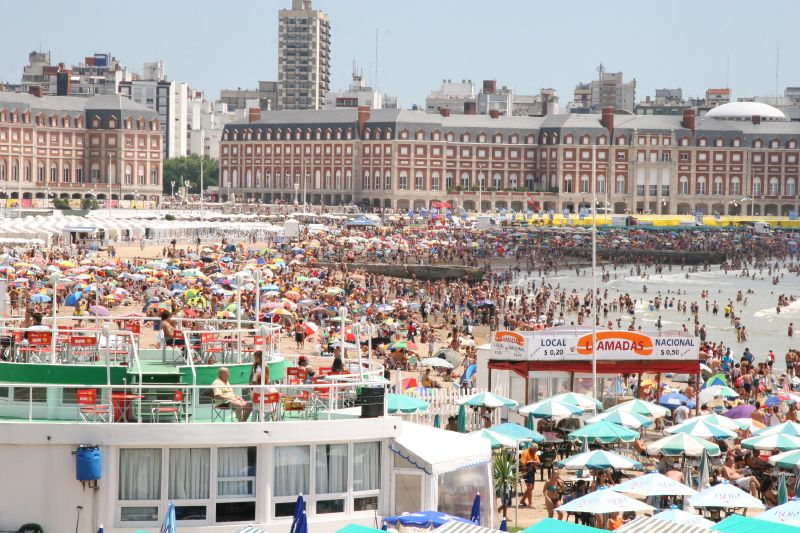
Mar del Plata的夏天

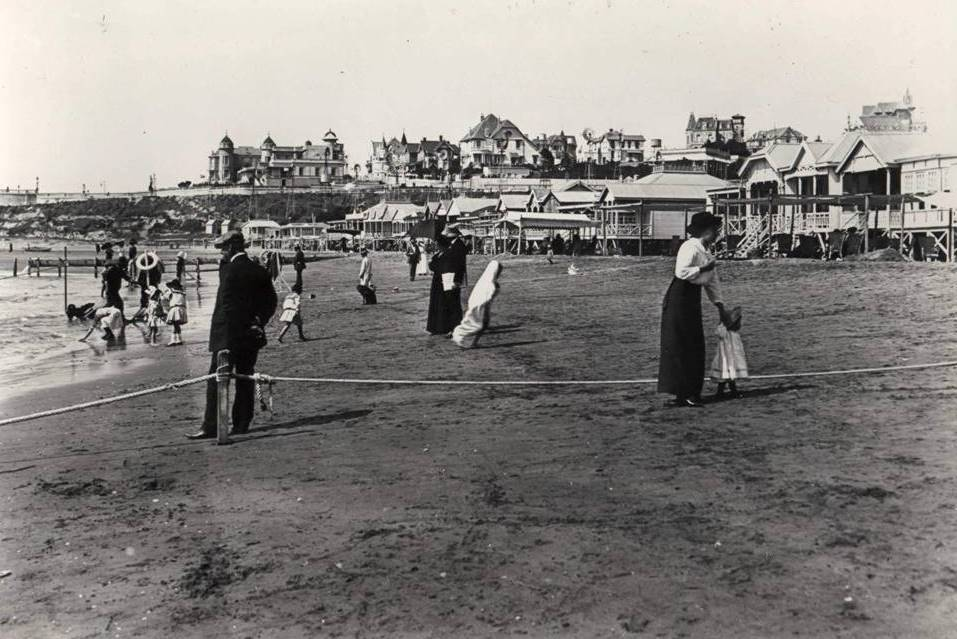
Vacationers enjoy Mar del Plata's Bristol Beach, circa 1910.

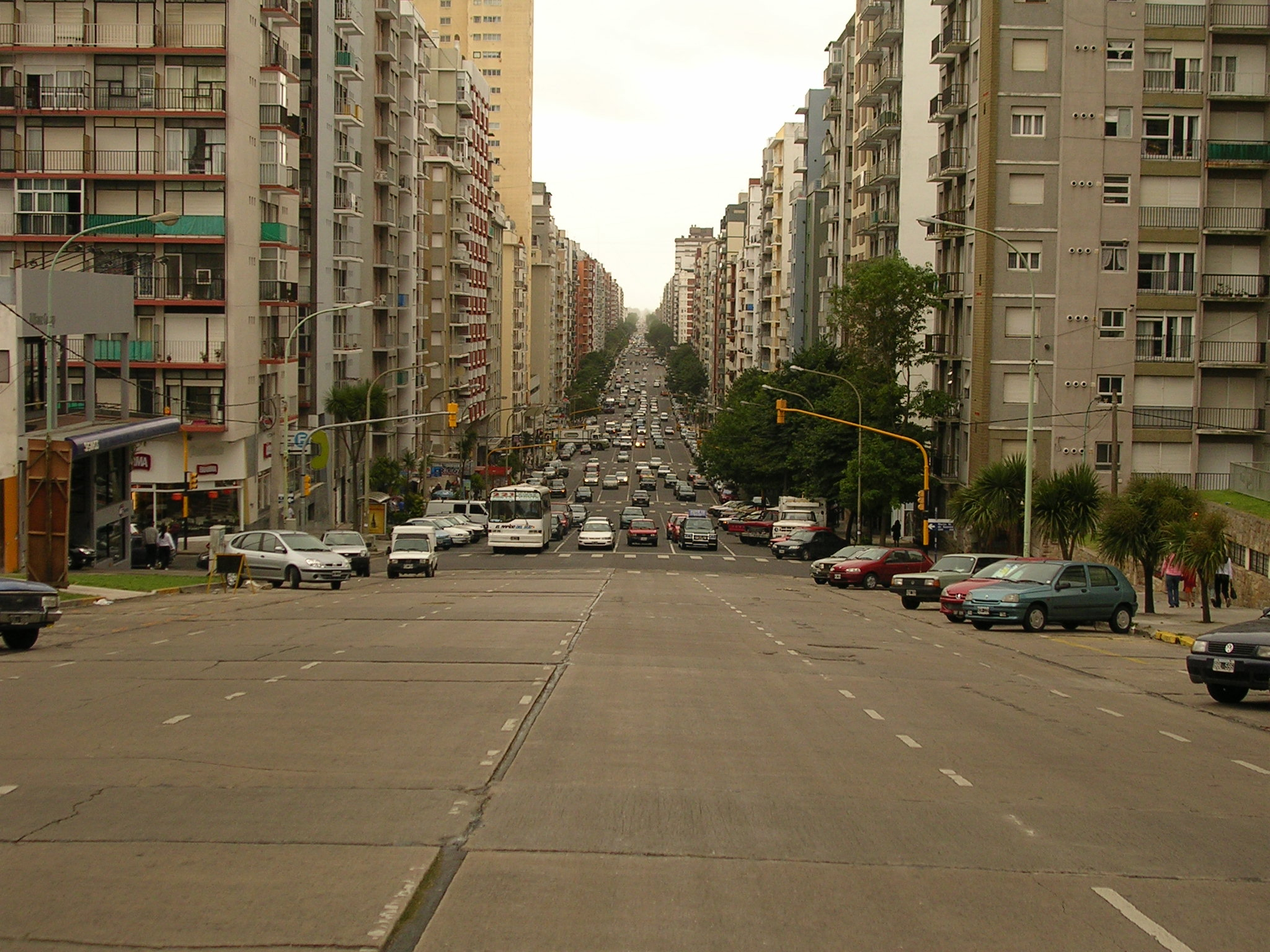
Colón Avenue.

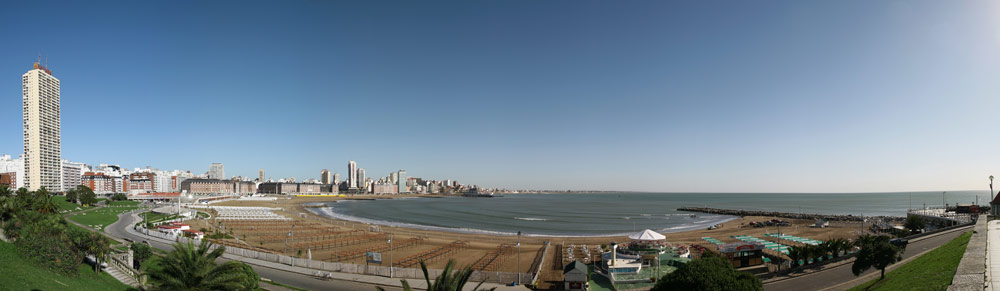
Mar del Plata 全景

- Mar del Plata Tourist Guide （页面存档备份，存于）
- Portal de Mar del Plata （页面存档备份，存于）